# Jacques-Melchior de Barras de Saint-Laurent
Pour les articles homonymes, voir Barras et Saint-Laurent.
Jacques-Melchior de Barras de Saint-Laurent, comte de Barras, né le 18 avril 1720  à Saint-Laurent-du-Verdon et mort en 1792 en Arles, est un officier de marine et aristocrate français du XVIIIe siècle. Il sert dans la Marine royale et se distingue en particulier pendant la guerre d'indépendance des États-Unis. Il termine sa carrière, au début de la Révolution, avec le grade de vice-amiral et meurt peu de temps après.

## Biographie

### Origines et famille
Jacques-Melchior de Barras de Saint-Laurent est issu de la famille de Barras. Cette famille est l'une des plus anciennes familles de la noblesse de Provence qui a pris son nom de la terre de Barras dans la viguerie de Digne. Elle est connue dès le XIe siècle suivant les Chartes de Croisades d'Ambrun dans lesquelles on trouve un Barras qui se croise avec distinction pour la conquête de la Terre sainte. 
Il est le fils de Melchior de Barras (1672-1735) et de Blanche de Roux. Sa grand-mère paternelle est Catherine de Raphélis de Châteauvieux (1646-1731), il est donc également apparenté à la famille de Raphélis qui donnera plusieurs officiers supérieurs à la Marine du Roi.

### Carrière dans la Marine royale
Il entre jeune dans la Marine royale. Il a 15 ans, lorsqu'il intègre une compagne de Gardes de la Marine en mai 1734. Il effectue dans les années qui suivent plusieurs campagnes en mer Méditerranée et aux Indes occidentales. Promu au grade d'enseigne de vaisseau en juin 1742 au début de la guerre de Succession d'Autriche, il combat sur le Borée dans la flotte franco-espagnole au combat du cap Sicié, en février 1744. En 1746, il effectue des missions d'escorte de convois pour le compte de la Compagnie française des Indes occidentales. En 1747, sur la frégate L'Atalante, il prend part au combat livré victorieusement par ce bâtiment contre 6 corsaires ennemis au large de Saint-Domingue. 
Lieutenant de vaisseau en mai 1754, il embarque à bord du Dauphin Royal puis prend part sur Le Fier à la campagne de Minorque en 1756. Il passe sur L'Océan en 1757. Il est sur Le Souverain en 1759, un vaisseau qui échappe à l'amiral Boscawen après avoir livré combat pour s'ouvrir la route. Il reçoit une commission de capitaine de vaisseau en janvier 1762, à la fin de la guerre de Sept Ans et commande successivement le Fier, la Mignonne, la Provence et le César. Il est nommé brigadier des Armées navales en 1772.
Ayant la confiance du chevalier de Ternay, il est promu au grade de chef d'escadre des armées navales en juin 1778, il commande Le Zélé dans l'escadre du comte d'Estaing lors de la bataille de Sainte-Lucie (décembre 1778) et lors de la bataille de la Grenade (juillet 1779) contre la flotte britannique du commodore Byron ; et, il escorte un gros convoi entre Saint-Domingue et la France. En mars 1781, il reçoit le commandement de l'escadre stationnée à Rhode Island où elle avait débarqué l'armée de Rochambeau et arbore son pavillon sur le Duc de Bourgogne. 
Il arrive à Newport, Rhode Island le 8 mai à bord du vaisseau La Concorde pour prendre le commandement de l'escadre française. Il a alors plus de 60 ans et une expérience considérable en matière de navigation. Il commandait l'avant-garde de la flotte du comte d'Estaing qui force l'entrée du port de Newport en août 1778. Il s’avérera être un chef prudent, mais très capable.
Barras refuse de transporter les troupes françaises à Chesapeake comme cela lui était demandé par Washington et Rochambeau, considérant — à juste titre — que l'opération était trop risquée au regard de la faiblesse de l'escadre dont il disposait sous ses ordres, dans des eaux où un grand nombre de bâtiments anglais patrouillaient. Barras refuse également de déplacer son escadre à Boston comme Washington et Rochambeau l'avait décidé lors de l'entrevue de Wethersfield en mai 1781. 
Dans un premier temps, il exprime une certaine réticence à joindre son escadre à la flotte — plus importante — sous les ordres De Grasse lorsque les commandants alliés apprennent que celui-ci a l'intention d'aller à la baie de Chesapeake et que Washington et Rochambeau décident de redéployer leurs armées combinées dans la même zone. En théorie, Barras avait plus d'ancienneté dans son rang que de Grasse, et était donc hiérarchiquement supérieur, mais celui-ci s'était vu confié une force plus importante et désigné pour le commandement de tous les bâtiments français sur ce théâtre d'opération. Barras envisage même un temps de lancer des raids sur Terre-Neuve plutôt que d'aller soutenir la campagne de Yorktown. Il finit néanmoins par se conformer aux ordres et achemine des renforts d'artillerie pour renforcer le siège de Yorktown. Il quitte Rhode Island le 24 août avec 12 vaisseaux et 18 transports chargés du matériel de siège (essentiellement de l’artillerie). Il choisit néanmoins l'itinéraire de navigation le plus sûr, en gardant la mer à environ soixante milles nautiques à l'est de Boston. Barras amène avec lui le précieux matériel de siège quand il entre dans la baie de Chesapeake le 10 septembre 1781 ; les flottes ayant combattu le 5 septembre la « Deuxième bataille des caps de Virginie » étant encore à la mer. Son action est déterminante et les renforts qu'il apporte permettent la capitulation du général Cornwallis (septembre 1781).
Promu Lieutenant-général des armées navales en janvier 1782, il participe au combat de Saint-Christophe et prend les îles de Niévès et de Montserrat aux Britanniques en février 1782. Malade, il quitte Fort-Royal (Martinique) le 27 mars 1782, à bord de La Concorde et rentre en France. Il arrive à l'île d'Aix le 23 avril 1783. Une fois sur place, il cesse de servir en mer. Il reçoit une pension de 4 000 livres sur le budget de l'ordre royal et militaire de Saint-Louis, par brevet du 20 août 1784.
Le 1er janvier 1792, il est promu vice-amiral mais donne aussitôt sa démission et quitte le service. Il est alors Grand-croix de l'Ordre royal et militaire de Saint-Louis et chevalier de Cincinnatus. Il meurt peu de temps après, à l'âge de 72 ans

### Sources et bibliographie
- François-Alexandre de La Chenaye-Aubert, Dictionnaire de la noblesse, contenant les généalogies, l'histoire & la chronologie des familles nobles de France, l'explication de leur armes, & l'état des grandes terres du royaume, La veuve Duchesne, Paris, 1770, p. 744, Lire en ligne

- (en) Hugh Bicheno, Redcoats and Rebels : The American Revolutionary War, Harper Collins, 2004.
- (en) John D. Grainger, The Battle of Yorktown, 1781 : A Reassessment, The Boydell Press, 2005.